# Najdišče tobačnih pip pri Monte Cristiju
Najdišče tobačnih pip pri Monte Cristiju je podvodno arheološko najdišče, ki se nahaja ob severni obali otoka Hispaniole, blizu meje Dominikanske republike z Haitijem, na otočju Velikih Antilov v Karibskem morju. Na samem najdbišču se na oceanskem dnu med mestoma San Fernando de Monte Cristi in San Felipe de Puerto Plata nahaja na stotine zgodovinskih ladijskih razbitin.
Arheološke najdbe nakazujejo, da so razbitine nekoč pripadale trgovcu, potopile pa naj bi se nekje v drugi polovici 17. stoletja. Otoka Hispaniola in Jamajka so sprva poselili pustolovski možje, ki so iskali premoženje kot gusarji - gojenje sladkorja se tukaj ni uveljavilo vse do 18. stoletja. Zgodovinski in geološki podatki, ki so jih dosedaj zbrali, tako kažejo na to, da je bilo plovilo po vsej verjetnosti predelana gusarska barka, ki se je odpravljala v Ameriko, najverjetneje v zgornji del doline reke Hudson. 

## Nahajališče
Najdišče razbitin je naziv "Najdišče tobačnih pip" dobilo zaradi velikega števila najdenih glinenih tobačnih pip, ki so jih ladje prevažale kot tovor. Z njimi so prvotni staroselci kadili tobak, ki je bil upogljen v obliko trsa in imenovan tobago. Leži na globini 4,4 m ob severnem delu Zaliva Monte Cristi, na oceanskem dnu, prekritim z morsko travo. Pet izmed večjih razbitin je vidnih, najsibodi prekritih z apnencem. Tri izmed njih naj bi bile narejene iz kombinacije železa in bakrove zlitine, dve pa le iz železa. Plast apnenca je omogočila razvoj koralnemu grebenu, ki sedaj prekriva ladijske trupe razbitin.

## Najdbe
Med samimi najdbami je veliko število glinenih tobačnih pip, pa tudi keramika, trgovsko blago in razkošni predmeti. Večina izmed keramičnih najdb so bili ostanki kamenin iz porečja reke Ren v Nemčiji, ki so bile v 16. in 17. stoletju priljubljen trgovski predmet. 